# إيدن تشنغ
إيدن تشنغ (من مواليد 2 ديسمبر 2002) هي لاعبة غطس إنجليزية من أصل صيني مثلت بريطانيا العظمى وإنجلترا. فازت بأول ميدالية كبرى في عام 2018 عندما كانت في الخامسة عشرة من عمرها، عندما فازت بالميدالية الذهبية في بطولة أوروبا في سباق المنصة المتزامنة لمسافة 10 أمتار مع لويس تولسون.
في كأس العالم للغطس 2021 التي أقيمت في اليابان كحدث اختبار رسمي لأولمبياد طوكيو 2020، فازت تشينج وتولسون بالميدالية الفضية في منصة متزامنة 10 أمتار، وبالتالي تأمين تأهلهما إلى ألعاب الأولمبية الصيفية. فاز الثنائي أيضًا بالميدالية الفضية في منصة متزامنة 10 أمتار في البطولات الأوروبية. في دورة الألعاب الأولمبية الصيفية 2020 التي أقيمت عام 2021، احتل الثنائي المركز السابع في منصة 10 أمتار المتزامنة بعد بداية سيئة.

## نشأتها
ولد تشنغ في لندن عام 2002 لأبوين مهاجرين صينيين. درست في مدرسة ألين في دولويتش، لندن. ارتادت سابقًا مدرسة ستريثام وكلافام جونيور. بدأت رياضة الغطس بعد أن ألهمتها خلال الألعاب الأولمبية الصيفية 2012 في لندن. انضمت إلى كريستال بالاس للغطس حيث تدربت تحت قيادة تشين لين، في عام 2022 انتقلت تشينغ إلى كاليفورنيا وقامت بممارسة الغطس مع فريق الغطس النسائي بجامعة كاليفورنيا في لوس أنجلوس.